# Darbyville (Ohio)
Pour les articles homonymes, voir Darbyville.
Darbyville est un village américain situé dans le comté de Pickaway, dans l’Ohio. Selon le recensement de 2010, sa population est de 222 habitants.